# Otto Ruge
Otto Ruge (født januar 9, 1882 i Kristiania (Oslo), døde i Eidsberg 15. august 1961) var en norsk militær oberst.
Otto Ruge blev udnævnt til chef for det norske generalstab i 1933-1938. På grund af uoverensstemmelser i generalstaben, trak han sig og blev i 1938 udnævnt til chef for infanteriet. Ruge blev udnævnt til generalløjtnant 10.april 1940, og til general og chef for de norske væbnede styrker (forsvarschef), 18.maj, 1940 (efter det tyske angreb på Norge).
Som leder af det norske forsvar mod tyskerne, gav han direktiver om militær modstand, hvor det var muligt. Han improviserede også modstandsgrupper for at forhindre den tyske fremrykning. Hans strategi mislykkedes, fordi mange dele af forsvaret overgav sig, mens støtten fra de allierede var for svag. Efter at Norge kapitulerede 10. juni 1940 blev han sendt til en krigsfangelejr i Tyskland, fordi han nægtede at give ordre til ikke at ty til våben mod tyskerne igen.
Efter anden verdenskrig, vendte han tilbage som forsvarschef 15. juli 1945. Han trådte tilbage fra forsvaret allerede 1. januar 1946, på grund af uoverensstemmelser og problemer i samarbejde med forsvarsministeren Jens Christian Hauge. Ruge ønskede at ruste op forsvaret med mere personale for at være stærkt, mens Hauge sagde, at det bedste forsvar blev styrket ved at forbedre enhedernes udstyr og våben.
Ruge blev hædret for sin tapperhed efter krigen, herunder Storkors med kæde af St. Olavs Orden og Kommandør af Danebrogordenen. Efter krigen blev Ruge tildelt en honorær bopæl på Høytorp fort ved Mysen. Han trak sig tilbage fra det offentlige liv og hengav sig dels til arbejdet i tre-binds-værket "Annen verdenkrig i tekst og bilder"..